# 熱線輔導
熱線輔導或稱電話輔導是一種輔導服務，透過輔導探討來電者的處境、問題及危機，並提升來電者的自我認識及發展個人潛能，從而協助來電者克服困難及障礙。對於抑鬱症及懼曠症的患者，熱線輔導是一種有效的治療方法。

## 發展
主要條目：生命線 (熱線)、危機熱線
1953年英國為提供企圖自殺者的服務而創辦撒瑪利亞會，1963年澳洲成立類似組織生命線。
熱線輔導則起源於1958年美國自殺預防中心，當時熱線輔導是為了向企圖自殺者提供即時的危機介入。後來則發展成為精神病康復者、問題賭徒、酗酒人士、性暴力等的支援及輔導服務。香港撒瑪利亞防止自殺會於1960年代展開了香港第一條熱線輔導服務，當時只有一名全職社工及義工負責接聽來電，其後香港青年協會、家計會等相繼在香港展開不同類型的熱線輔導服務。

## 特色
熱線輔導與傳統的輔導服務有所不同，熱線輔導有其獨特性，因此能吸引很多人致電熱線要求服務。來電者對於輔導的開始及終結擁有絕對的權力，他們可以選擇適當的時間和地點才致電熱線尋求服務，同時他們亦可以隨時終止輔導的過程。另一方面，由於電話的限制，輔導員無辦法核實來電者的個人資料，因此熱線輔導相比傳統輔導私隱性較高，來電者可以向輔導員提供不盡真實的資料，來電者因而可以更開放地分享自己的感覺及困難。同時，熱線輔導擺脫了地域的限制，尤其是現今社會手提電話的普及，來電者隨時皆可以尋求熱線輔導的服務。除此之外，熱線服務是危機介入的最方便及快捷的輔導途徑，來電者能於短時間內找到輔導的對象。最後，由於熱線輔導不需要求求助者親身尋求協助，減少了求助者的標籤效應，從而提升有需要人士尋求協助的動力。

## 限制
很多時候，來電者都是一次性來電，輔導員在收線後未必能為來電者提供服務，因此，時限對於來電者和輔者而言都是一種限制，來電者必須在短時間內交代來電的原因，同時在分享問題時，應避免集中討論過去的事情，來電者應集中討論現時的感受及處理問題的方法。輔導員方面，由於時間所限，輔導員必須準確地評估來電者的需者，然後根據問題的危急程度及複雜程度訂立討論的先後次序，儘量在20分鐘內解決來電者的問題。因此，來電者內心深處的一些感受未必可能因為熱線輔導而得到解決，因為熱線服務著重於此時此刻的問題及感受。

## 特殊來電者

### 沉默者
沉默者來電的原因很多，可能純粹玩電話，可能來電者仍未能解開心理枷鎖，但輔導員並非收到沉默來電就收線，輔導員還必須問幾個問題，包括來電者是否仍在電話中、來電者沉默的原因、來電者的感受、電話中的背景聲音等。

### 性來電
來電者可能就青春期的生理變化、性取向、自慰、性交等問題致電熱線，在面對這些問題時，輔導員需先了解自己的對性的接納程度及傾談性的界限，但輔導員必須認清熱線輔導的功能，熱線輔導是以輔導為目標，並非提供資訊性的資料。另一方面，部分來電者在來電中大量提及性行為的過程，或以粗俗的名詞形容性器官，則可能是性騷擾電話。